# Johann Andreas Gülzau
Johann(es) Andreas Gülzau, auch Andreas-Johannes Gülzau genannt (* 16. März 1817 in Stade; † 2. März 1891 in Memel), war ein baptistischer Geistlicher und ein Pionier der baptistischen Bewegung. Unter anderem wirkte er in Bremen, Stettin, Hamburg, Königsberg, Volmarstein und Memel.

## Leben

Johann Andreas Gülzau (rechts) mit Heinrich Cramme

Johann Andreas Gülzau war Sohn eines Stader Landgutbesitzers und absolvierte zunächst eine Lehrerausbildung am Pädagogischen Seminar.
Beeindruckt von der Frömmigkeit eines Schulinspektors und dessen Ansprachen bei den täglichen Morgenandachten bekehrte er sich Anfang der 1840er Jahre. In der Folgezeit lernte er die damals junge Hamburger Baptistengemeinde kennen und wurde am 4. März 1842 von Johann Gerhard Oncken, dem Begründer der deutschen baptistischen Bewegung, in der Alster getauft. In seinem Lebensrückblick schreibt Gülzau über seine Taufe: Am 4. März 1842 zog der teure Br. J. G. Oncken mit seinem Missionsgehilfen Lange, dem Br. Hüttner, jetzt in Midlum bei Dorum, durch welchen ich in die Versammlung geführt worden war, und vier Neubekehrten nach [Anm.: Hamburg-]St. Georg hinaus, wo wir ein Boot bestiegen und auf die Außenalster fuhren. Es war ein finsterer Abend, aber in unsrer Seele war es licht, denn die Gnadensonne sandte ihre hellen Strahlen hinein. Im Boot mussten wir uns umkleiden. Ein kurzes, kräftiges Gebet wurde vom Täufer gesprochen, dann ging es über Bord in die Flut. Der Täufer war selbstredend der Erste. Sodann hörte ich meinen Namen rufen. Ich folgte, und nachdem die Einsetzungsworte gesprochen waren, wurde ich in den Tod meines Bürgen [Anm.: = Jesus Christus] versenkt. Die drei übrigen, zu denen auch A. Meyer gehörte, folgten. Unvergesslich bleibt mir dieser Abend.
Da ihm als Mitglied einer freikirchlichen Gemeinde nun der Zugang zum Lehrerberuf verschlossen war, verdiente er seinen Lebensunterhalt als Kaufmann und verzog in diesem Zusammenhang nach Ludwigsburg, wo er neben seiner beruflichen Arbeit missionarisch tätig war.

### Bremen
1845 wurde Johann Andreas Gülzau nach Bremen berufen. Oncken verfügte dort aufgrund seiner Evangelisationsreisen in den 20er Jahren des 19. Jahrhunderts über zahlreiche Kontakte, an die Gülzau anknüpfen sollte. Bei seiner Ankunft am 30. Oktober traf er bereits auf einen kleinen freikirchlichen Hauskreis, der 1844 durch die Initiative eines Oldenburger Baptisten entstanden war. Zwei Mitglieder des Hauskreises waren vor seiner Ankunft bereits getauft worden und gehörten der 1837 gegründeten Baptistengemeinde in Oldenburg an. Nur wenige Wochen nach Gülzaus Dienstantritt meldeten sich weitere sieben Personen zur Taufe, welche Johann Gerhard Oncken dann am 10. November 1845 in der Weser vollzog. Am Tag darauf konstituierte er die Gründung der Bremer Gemeinde im Haus des Tischlers Daniel Zincke. Gülzau wurde in diesem Zusammenhang auf Vorschlag der kleinen Gemeinde von Oncken zum Ältesten ordiniert und mit der Leitung der jungen Gemeinde beauftragt. Zwei Jahre später erfolgte die Ordination zum Prediger der Gemeinde. 1848 gab er sein Geschäft auf und wirkte von dieser Zeit an im hauptamtlichen Dienst.

### Stettin
Im Jahr 1849 wechselte Gülzau als Nachfolger Julius Köbners in das baptistische Missionsgebiet in und um Stettin. Hier erlebte er eine Reihe von Verfolgungen durch staatliche und kirchliche Behörden, in deren Folge er im Mai 1852 sogar zu 14 Tagen Gefängnis verurteilt wurde. Grund dafür waren in Schwägerau (heute: Saowraschnoje) von ihm vollzogene Gläubigentaufen.

### Hamburg, Königsberg, Polen

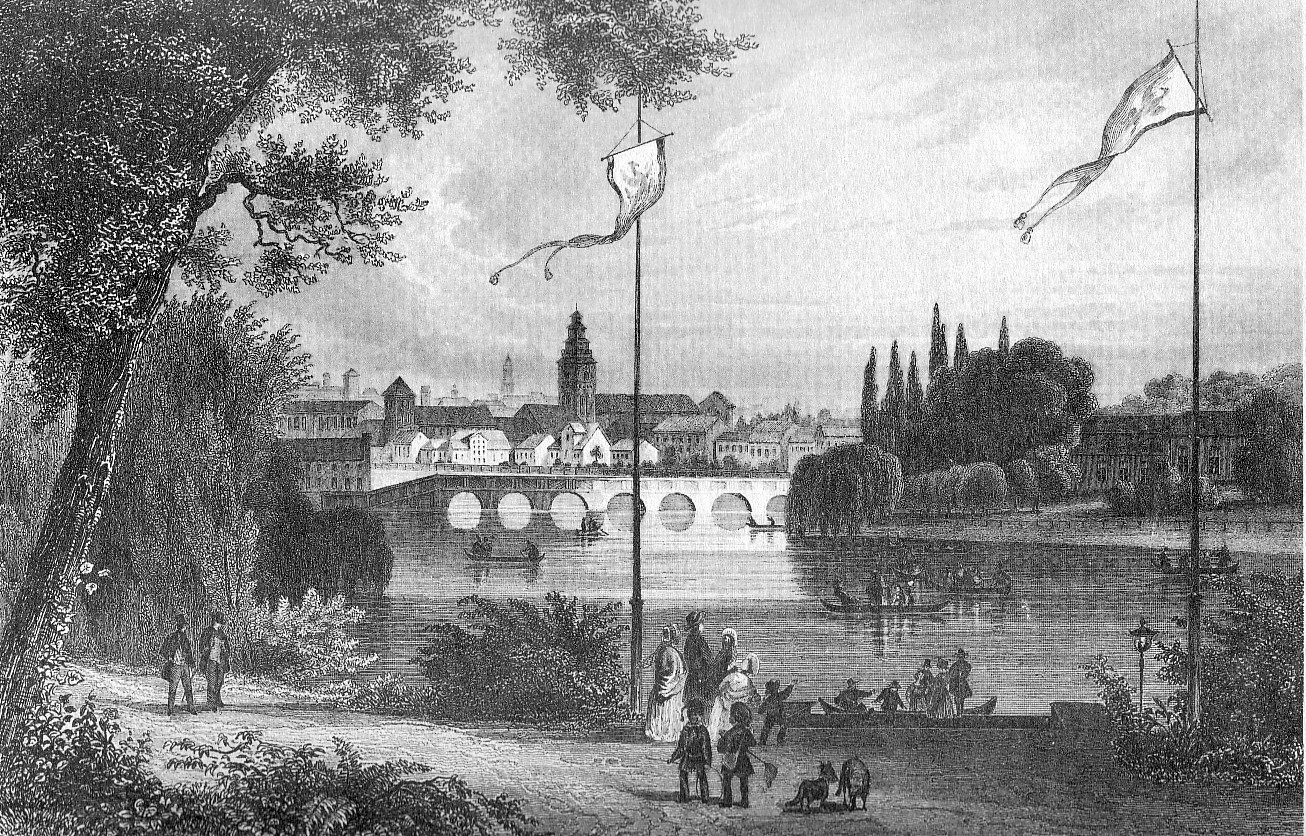
Königsberg um 1850

1855 finden wir ihn an der Seite Onckens in Hamburg. In dieser Zeit setzte er sich besonders für die Sonntagsschularbeit innerhalb der baptistischen Bewegung ein, war aber auch im Auftrage Onckens im Reisedienst unterwegs. In diesem Zusammenhang kam er auch nach Königsberg, sammelte dort die verstreut lebenden Baptisten und verband sie zu einer Gemeinde. Die konstituierende Sitzung fand unter dem Vorsitz Gülzaus am 8. November 1857 vor den Toren Königsbergs auf dem Landgut Aweiden statt. Gülzau wurde zum kommissarischen Ältesten berufen und zeigte am nächsten Tag dem Königsberger Polizeipräsidium die vollzogene Gemeindegründung an. Am 15. November feierte die junge Gemeinde in einer angemieteten Wohnung an der „Sackheimer rechte Straße Nr. 77/78“ ihren ersten Gottesdienst, zu dem sie mittels einer Zeitungsanzeige eingeladen hatte. Neben vielen Gästen war auch ein Polizeikommissar anwesend. In der folgenden Woche erhielt die Gemeinde eine polizeiliche Abmahnung, nach der ihr zwar das „Abhalten von Versammlungen“ erlaubt sei, nicht aber zu der Stunde am Sonntag, in der die evangelischen und katholischen Kirchengemeinden ihre Gottesdienste feierten. Auf ihren Einspruch gegen diese Bedingung erhielt die Gemeinde als folgende Antwort der Polizeibehörde: [Die Anweisung wurde erlassen,] um dem die Versammlungen der Dissenters überwachenden Polizeibeamten die Möglichkeit zu gewähren, dem Gottesdienst der evangelischen oder katholischen Landeskirche beiwohnen zu können. Die Königsberger Gemeinde entwickelte sich in den Folgejahren zum Zentrum der missionarischen Arbeit in Ostpreußen, aus der eine beträchtliche Anzahl von baptistischen Gemeinden und Zweiggemeinden mit mehreren Tausend Mitgliedern hervorging. Knapp 50 Jahre später zählte die baptistische Ostpreußische Vereinigung 40 selbständige Gemeinden mit 174 Zweiggemeinden und insgesamt 9285 Mitgliedern.
Ein weiterer Reisedienst führte Gülzau im Sommer 1861 nach Polen, um mit den 1858 vom Volksschullehrer Gottfried Alf und vom Baptistenmissionar Wilhelm Weist getauften 25 Personen polnischer Herkunft die erste Baptistengemeinde in Polen zu gründen. Die Konstituierung fand am 4. August 1861 in Adamow bei Warschau statt. Gottfried Alf wurde von Gülzau zum ersten Gemeindeältesten ordiniert.

### Volmarstein-Grundschöttel und Memel

Baptistenkirche Memel (heute Klaipėda) um 1850

Am 1. April 1863 folgte er dem Ruf der jungen Baptistengemeinde Volmarstein-Grundschöttel, deren erster Prediger er wurde und in der er bis 1874 verblieb. Während seiner Grundschötteler Zeit redigierte er neben seiner pastoralen Tätigkeit die 1864 ins Leben gerufene Monatszeitschrift Der Pilger unter den Gemeinden des Herrn.
Ende 1874 reiste Gülzau im Auftrage des deutschen Baptistenbundes in die Vereinigten Staaten, um dort über die Arbeit in Deutschland zu berichten und um finanzielle Unterstützung zu bitten. Nach seiner Rückkehr wurde er zum Prediger der Baptistengemeinde Memel berufen. Die Gemeinde Memel verfügte damals über eine Kirche, die mit ihren mehr als 2000 Sitzplätzen das größte baptistische Gotteshaus Kontinentaleuropas war.
1888 trat Johann Andreas Gülzau wegen zunehmender körperlicher Schwäche von seinem Amt zurück und verstarb knapp drei Jahre später.